# Парк бораца Романије
45° 15′ 19.18″ N 19° 51′ 4.96″ E / 45.2553278° С; 19.8513778° И
Парк бораца Романије је централни градски парк у Сокоцу. Парк је посвећен народним херојима из Другог свјетског рата.

## О парку
Централни градски парк Соколац је добио између 1977. и 1980. године, у вријеме када је на челу општине био Јован Беатовић. Првобитни назив био је Парк народних хероја. У парку се налазе бисте народних хероја из Другог свјетског рата. На централном каменом платоу, у горњем дијелу парка, поред споменика романијском борцу који подигнутом десном руком позива народ Романије на борбу, налази се и спомен-костурница из Другог свјетског рата, која деценијама свједочи о величини слободарског духа народа Романије. У спомен-костурници почивају земни остаци око хиљаду романијских бораца.

## Бисте народних хероја
У Парку бораца Романије налазе се бисте сљедећих народних хероја:
- Славиша Вајнер Чича
- Павле Горанин Илија
- Перо Косорић
- Грујо Новаковић
- Данило Ђокић
- Михајло Бјелаковић
- Марко Ећимовић
- Миланко Витомир
- Милан Шарац
- Јово Јанковић